# Bouleure
Die Bouleure ist ein Fluss in Frankreich, der in der Region Nouvelle-Aquitaine verläuft. Sie entspringt beim Ort La Pommeraie im Gemeindegebiet von Clussais-la-Pommeraie, entwässert generell in nordöstlicher Richtung und mündet nach rund 38 Kilometern an der Gemeindegrenze von Voulon und Anché als rechter Nebenfluss in die Dive, welche selbst etwa 500 Meter weiter den Clain erreicht. Auf ihrem Weg durchquert die Bouleure die Départements Deux-Sèvres und Vienne.

## Orte am Fluss
- Caunay
- Chaunay
- Brux
- Vaux, Gemeinde Valence-en-Poitou
- Ceaux-en-Couhé, Gemeinde Valence-en-Poitou
- Villenon, Gemeinde Anché
- Voulon